# ST2
Pour les articles homonymes, voir ST2 (homonymie).
ST2 est un membre de la famille des récepteurs de l'interleukine 1.

## Structure
Il en existe deux formes, une transmembranaire et une soluble, dosable dans le sang. Son gène est IL1RL1 (pour « Interleukin 1 receptor-like 1 ») situé sur le chromosome 2 humain.

## Rôle
Son ligand est l'interleukine 33, qui, au niveau cardiaque, réduit la fibrose et l'hypertrophie des parois.

## Utilisation en tant que marqueur
Le taux sanguin de sa forme soluble semble être corrélé avec un pronostic plus sévère en cas d'insuffisance cardiaque. il s'élève également en cas de dissection aortique, d'infarctus du myocarde et de manière plus importante en cas d'atteinte cardiaque grave, et ce, de manière plus précise que le dosage de la galectine-3.